# Coleophora klimeschiella
Coleophora klimeschiella là một loài bướm đêm thuộc họ Coleophoridae. Nó là loài bản địa của Tiểu Á và central châu Á, but has been introduced to California, Texas và Hawaii.
Ấu trùng ăn the foliage of Salsola australis. == Hình ảnh ==

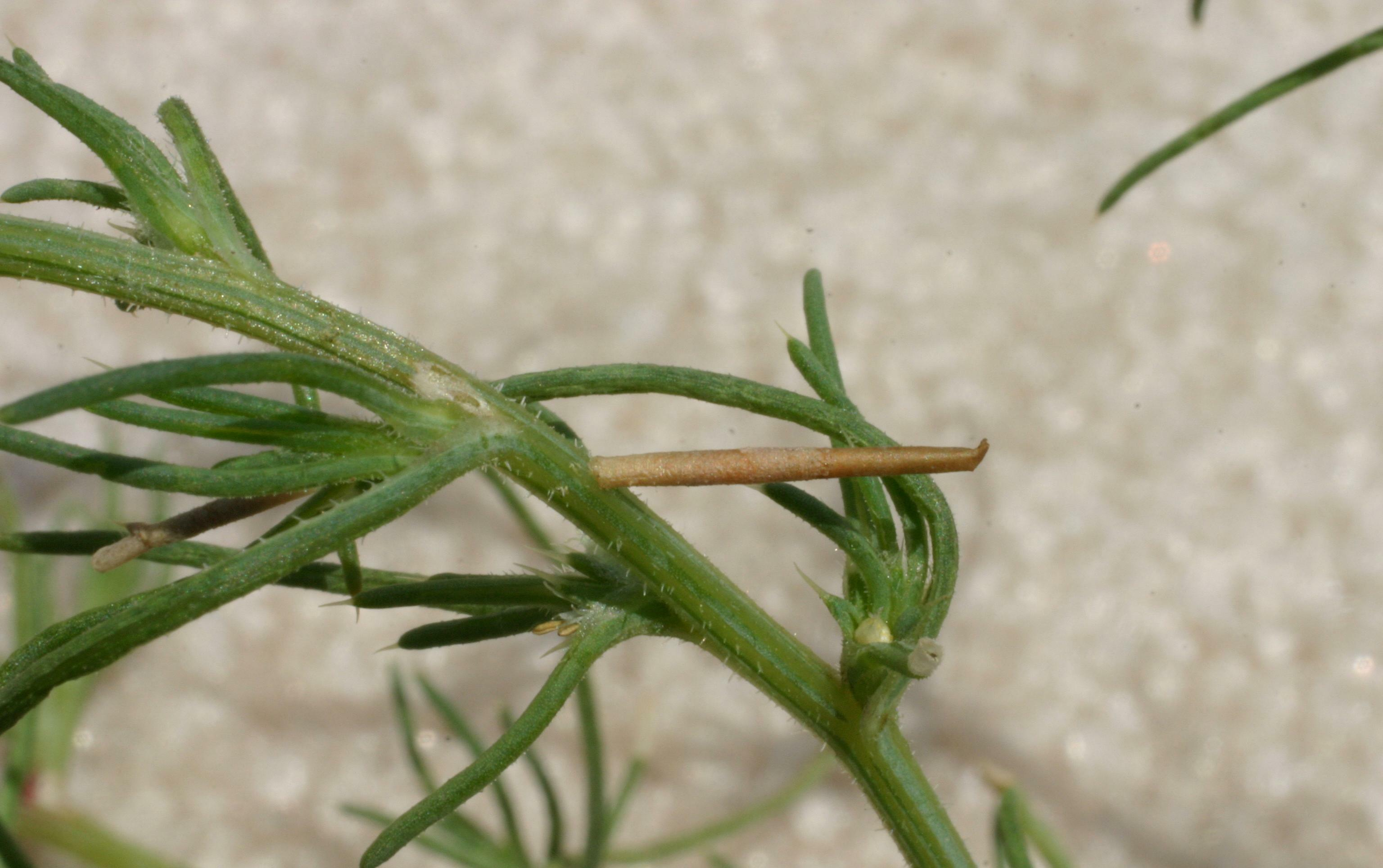
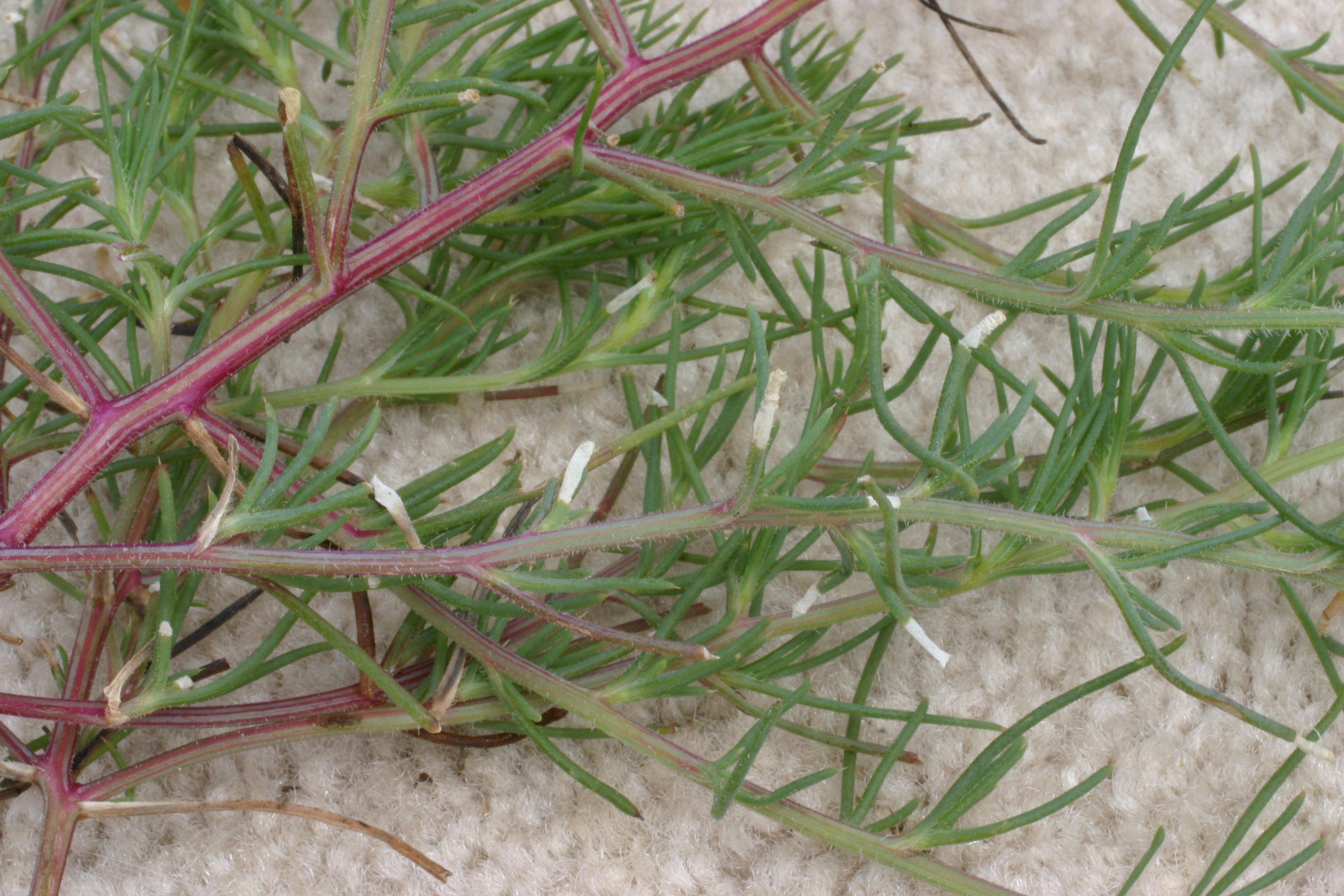